# Scalping
Nell'ambito del trading online si definisce scalping l'apertura e la chiusura di posizioni su vari prodotti finanziari (nella maggior parte dei casi azioni e forex) in un brevissimo arco temporale, dell'ordine di qualche minuto. Lo scalping non si deve confondere con il day trading che riguarda operazioni con un orizzonte temporale giornaliero.
Lo scalping è un'attività altamente speculativa, solitamente i guadagni sono di pochi punti base e per questo non si usano commissioni percentuali ma fisse (fino a 3 euro), questo tende a far aumentare la grandezza del lotto utilizzando una leva più alta per ridurre il costo commissioni. L’utilizzo di una leva elevata può portare tanti benefici come tanti rischi, per questo nello scalping è importante inserire stop loss stretti.
Con il termine scalping si identifica anche una forma di manipolazione del mercato, considerata una frode, in cui si acquista un titolo per un'operazione a breve termine, successivamente si consiglia l'acquisto a lungo termine dello stesso titolo a una vasta categoria di investitori e si rivende il titolo subito dopo che è salito di valore. Lo scalping fraudolento può anche essere legato ad azioni di insider trading.